# Green Room (película)
Green Room es una película de terror criminal estadounidense estrenada en 2015, dirigida por Jeremy Saulnier y protagonizada por Anton Yelchin, Imogen Poots, Alia Shawkat, Joe Cole, Callum Turner y Patrick Stewart. 

## Sinopsis
Tras ser testigos de un asesinato perpetrado en un bar en medio de la nada, los músicos de una banda de punk terminan siendo encerrados por los homicidas en un cuarto del bar, donde planean ejecutarlos para no dejar ninguna evidencia de su crimen inicial. Para empeorar la situación, los homicidas se manifiestan como una pandilla de neonazis que reivindican el concepto de la supremacía blanca a cualquier precio.

## Reparto principal
- Anton Yelchin como Pat, bajista de la banda.
- Imogen Poots como Amber, testigo del crimen.
- Alia Shawkat como Sam, guitarrista de la banda.
- Joe Cole como Reece, baterista de la banda.
- Callum Turner como Tiger, cantante de la banda.
- Patrick Stewart como Darcy Banker, líder los homicidas.
- Macon Blair como Gabe, empleado del bar.

## Recepción
La película cuenta con un 90% de aprobación en el sitio web especializado Rotten Tomatoes basado en 202 reseñas con un promedio de 7.7 sobre 10. En el sitio web Metacritic tiene una puntuación de 79 sobre 100 basado en 42 reseñas, indicando críticas generalmente favorables.
El crítico Richard Roeper, de Chicago Sun-Times, alabó las actuaciones de Patrick Stewart, Imogen Poots, Alia Shawkat y Macon Blair, refiriéndose a la película como "Una joya maravillosamente desagradable, espantosa y con una trama poco común en una película de terror".